# Светска организација за интелектуалну својину
Светска организација за интелектуалну својину, (енгл. World Intellectual Property Organization, WIPO) је једна од 16 специјализованих агенција Уједињених нација. WIPO је створена 1967. године с циљем „да се подстакну креативне активности, и промовише заштита интелектуалне својине у целом свету.“
WIPO тренутно има 184 чланица, и администрира 24 међународна споразума, и има седиште у Женеви, Швајцарска. Тренутни Генерални директор WIPO-а је Френсис Гури, који је ступио на дужност 1. октобра 2008. Државе које нису чланови су Кукова острва, Кирибати, Маршалска Острва, Федералне Државе Микронезије, Науру, Нијуе, Палау, Соломонска Острва, Источни Тимор, Тувалу, Вануату и државе са ограниченим признањем. Палестина има статус посматрача.